# Gravipalpus standifer
Gravipalpus standifer är en spindelart som beskrevs av Miller 2007. Gravipalpus standifer ingår i släktet Gravipalpus och familjen täckvävarspindlar. Inga underarter finns listade i Catalogue of Life.